# چاناتیپ سونکهام

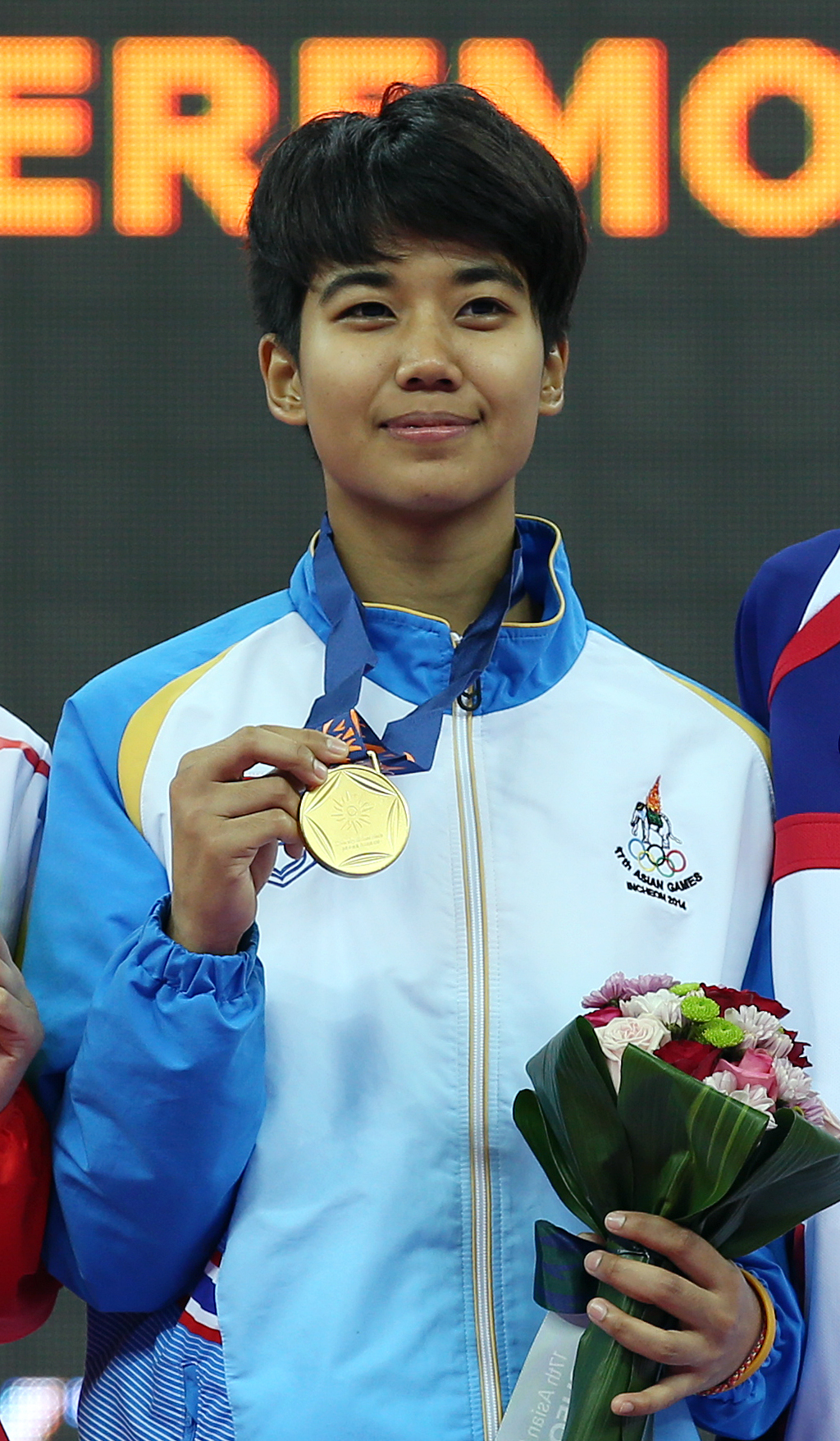
چاناتیپ سونکهام

چاناتیپ سونکهام (تایلندی: ชนาธิป ซ้อนขำ؛ زادهٔ ۱ مارس ۱۹۹۱) ورزشکار تکواندو اهل تایلند است.
وی در مسابقات کشوری و بین‌المللی در مجموع برندهٔ ۴ مدال طلا، ۲ مدال نقره و ۵ مدال برنز شده‌است.